# Segona Guerra Balcànica
La Segona Guerra Balcànica va ser un breu conflicte bèl·lic que va enfrontar, l'estiu de 1913, Bulgària amb els seus antics aliats de la Lliga Balcànica (Romania i l'Imperi otomà) i del qual en va sortir derrotada. La guerra va portar a un nou tractat de pau, el Tractat de Bucarest (1913), que va modificar el repartiment territorial acordat en el Tractat de Londres del mateix any i que havia posat fi a la Primera Guerra Balcànica en què la Lliga havia derrotat els otomans.
Els combats van durar trenta-tres dies i van començar amb una ofensiva búlgara que aviat va donar pas a contraofensives sèrbies i gregues. La intransigència territorial búlgara, que no es va avenir a acceptar la possessió grega de Salònica per mantenir la seva aliança amb Grècia, ni a cedir la Dobrudja Meridional per evitar l'atac romanès que va decidir la contesa, van facilitar la derrota final. Encara que els búlgars van aconseguir contenir finalment gairebé tots els avenços serbo-grecs, l'entrada en el conflicte de Romania primer i de l'Imperi otomà més tard va garantir la seva derrota. El Govern de Sofia no es va assegurar tampoc el suport decidit de Rússia, que podia haver evitat els atacs de romanesos i otomans. Tampoc va comptar amb el suport de les potències, perdut per l'atac als seus antics aliats que va desencadenar la guerra.
La contesa va acabar amb un repartiment territorial principalment favorable als vencedors: Sèrbia va obtenir el gruix de la Macedònia septentrional, Grècia de la meridional (incloent Salònica), Romania la Dobrudja meridional i l'Imperi Otomà la Tràcia oriental amb Adrianòpolis. Bulgària, malgrat considerar la guerra com una catàstrofe, va obtenir una petita part de Macedònia, la Tràcia Occidental i territoris al sud de les muntanyes Ròdope.
Militarment, Sèrbia va quedar com la principal potència regional juntament amb Romania, mentre que políticament va ser l'única nació propera a Rússia després de l'allunyament de Bulgària, insatisfeta amb l'actitud russa durant l'enfrontament. La dependència russa de Sèrbia als Balcans per mantenir la seva influència va ser un factor important en el desencadenament de la Primera Guerra Mundial un any més tard, a l'estiu de 1914.

## Antecedents

### Desavinences pel repartiment del territori conquerit

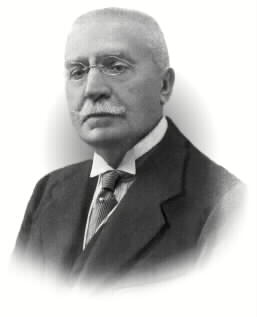
Ivan Evstratiev Geshov, primer ministre durant la Primera Guerra Balcànica, va dimitir abans del començament de la segona, convençut de la impossibilitat de dividir pacíficament els territoris arrabassats als otomans i de mantenir la Lliga Balcànica.
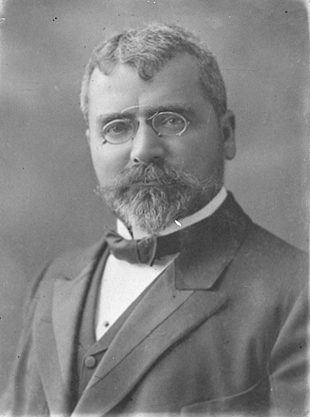
Stoyan Danev, coal·ligat de Ivan Geshov, president de les Corts búlgares, negociador a Londres, el va succeir al capdavant del Govern i va mantenir equivocadament la seva confiança en Rússia en el seu imminent enfrontament amb els seus antics aliats de la Lliga.
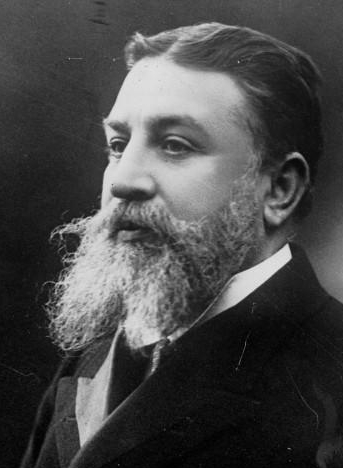
Vasil Radoslavov, austròfil, va succeir Danev quan aquest va dimitir per la falta de suport rus i la davant la imminència de la derrota militar. Va haver de negociar la pau i va acostar al país a Àustria-Hongria i Imperi alemany Alemanya.

El rebuig de les potències, especialment de l'Imperi austrohongarès, a concedir a Sèrbia una sortida a la mar Adriàtica va fer que aquesta es plantegés annexionar-se territori macedoni, de la porció promesa a Bulgària en l'acord d'aliança entre els dos països. Grècia, per part seva, no desitjava cedir els nous territoris sota el seu control. Ja el gener de 1913, el príncep hereu serbi i un dels prínceps grecs van començar a considerar la possibilitat d'establir una aliança antibúlgara. Aquest mateix mes de gener, Sèrbia va demanar la modificació del repartiment territorial. A finals de febrer, el Govern serbi va sol·licitar formalment a Bulgària una nova negociació de la distribució dels territoris macedonis, que el Govern de Sofia va rebutjar. Bulgària desitjava que el repartiment de la regió es realitzés en funció de l'aportació militar i de l'esforç realitzat en la contesa contra els otomans, mentre que tant Sèrbia com Grècia desitjaven una divisió que garantís un equilibri de poder en la zona. Les principals diferències se centraven en la divisió de Macedònia i en el control de Salònica. Sèrbia va repetir la seva petició en els mesos següents, mentre les relacions bilaterals empitjoraven. Va basar els seus intents de modificar l'acord original en les següents raons, que no va deixar de repetir en els mesos que van precedir la guerra amb Bulgària:
- Bulgària no havia assignat al front macedoni el nombre de tropes estipulat en l'aliança, la qual cosa havia obligat Sèrbia a realitzar un major esforç i havia suposat un incompliment de les obligacions búlgares.
- Sèrbia havia enviat al front més tropes de les acordades i havia ajudat a Bulgària a Adrianòpolis.
- Quan s'havia signat la Lliga, Sèrbia esperava aconseguir una sortida a l'Adriàtic, que més tard les potències van impedir amb la creació d'Albània. Sèrbia esperava ser compensada territorialment amb part de Macedònia.
- Bulgària havia ocupat major territori traci de l'esperat, en part amb ajuda sèrbia, i per aquest motiu hauria d'estar disposada a cedir part de Macedònia a Sèrbia.

A causa de la solidesa de la posició legal búlgara gràcies al tractat d'aliança, el Govern de Sofia no va tenir dificultat a refutar les raons al·legades pel de Belgrad. Un acord entre els comandaments aliats el setembre de 1912 havia alliberat a Bulgària de la seva obligació d'enviar 100.000 homes al Vàrdar, la guerra se suposava que s'havia fet en comú contra els otomans i els búlgars consideraven normal l'ajuda sèrbia a Adrianòpolis i el revés a l'Adriàtic afectava Sèrbia, no a Bulgària; els búlgars, per la seva cessió de Silistra a Romania, no havien sol·licitat compensacions a Sèrbia. L'annex secret al tractat d'aliança serbo-búlgar també admetia el dret búlgar a territoris a l'est de les muntanyes Ròdope i de l'Estrímon, la qual cosa els búlgars interpretaven incloïa la Tràcia pròxima a Adrianòpolis. Per part seva, Bulgària va respondre a les peticions sèrbies amb el seu desig d'obtenir tot el nord de Macedònia, mitjançant la concessió d'autonomia a la regió, pas previ a la seva incorporació a Bulgària.
Grecs i serbis van començar una campanya de nacionalització dels territoris sota el seu control. Es van tancar escoles búlgares a Macedònia, es van prohibir els serveis religiosos en búlgar i es va perseguir a l'OIRM. A l'abril Bulgària va sol·licitar l'arbitratge del tsar de Rússia en la seva disputa amb Sèrbia per Macedònia, conforme al que es disposa en el tractat d'aliança serbo-búlgar. Rússia va acceptar, però va suggerir als búlgars cedir part del territori promès en el tractat d'aliança a Sèrbia, la qual cosa va disgustar al Govern búlgar. La confiança de Sofia en la neutralitat russa va minvar, però el nou gabinet de Stoyan Danev, que va succeir a Ivan Geshov després de la seva dimissió el 30 de maig de 1913, va continuar sol·licitant la mediació russa (demanada novament el 19 de maig). El nou primer ministre búlgar s'havia convençut de la impossibilitat de mantenir la Lliga i que la guerra s'havia fet inevitable entre els antics aliats. Una última entrevista amb el primer ministre serbi, Nikola Pašić, no va servir per a resoldre les diferències entre les dues nacions. Danev, per part seva, insistia a cenyir-se estrictament a les clàusules del concert subscrit amb Sèrbia l'any anterior.

### Apropament greco-serbi

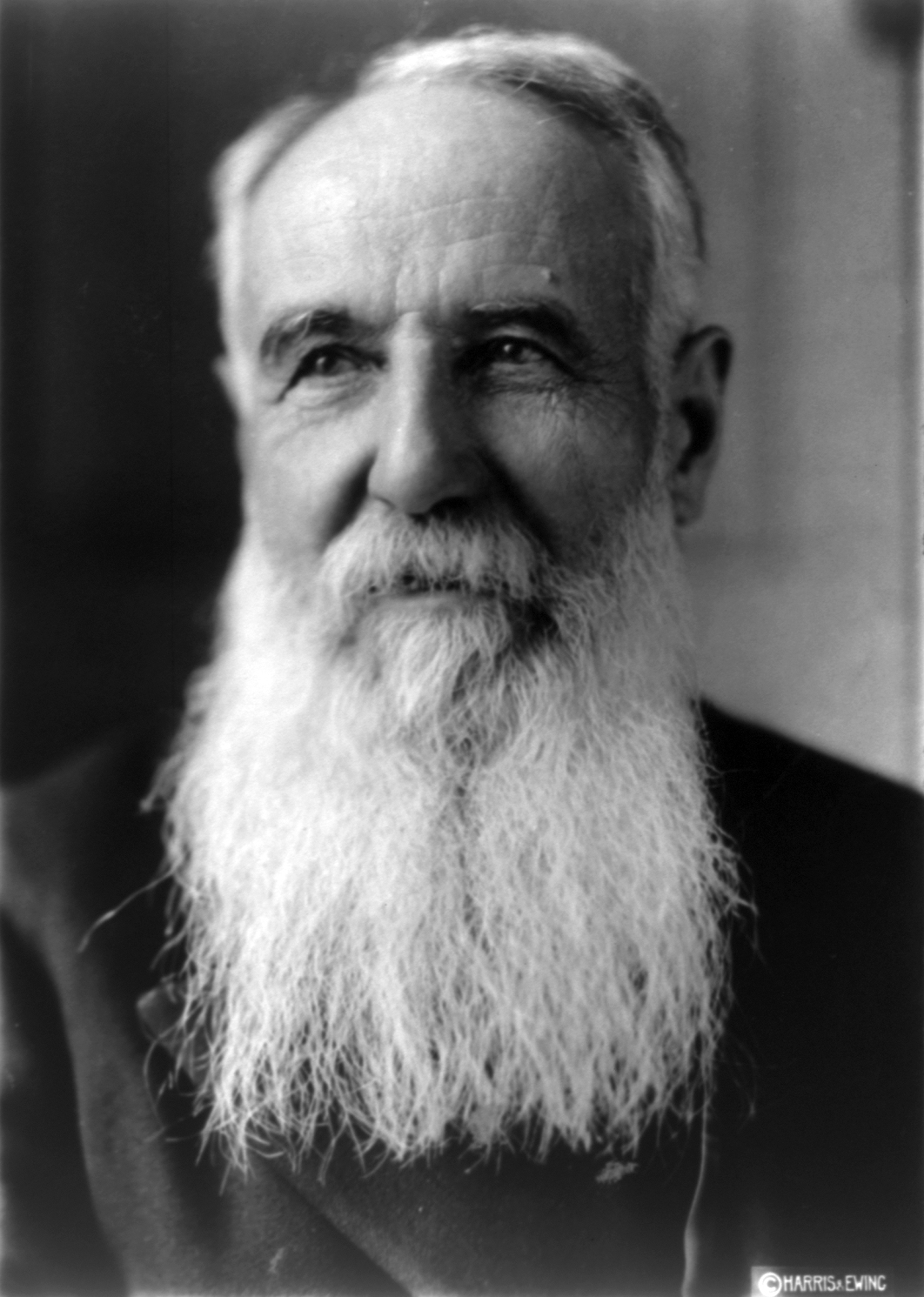
Nikola Pašić, primer ministre serbi durant la guerra. La seva negativa a cenyir l'arbitratge territorial al tractat d'aliança amb Bulgària va precipitar l'enfrontament.
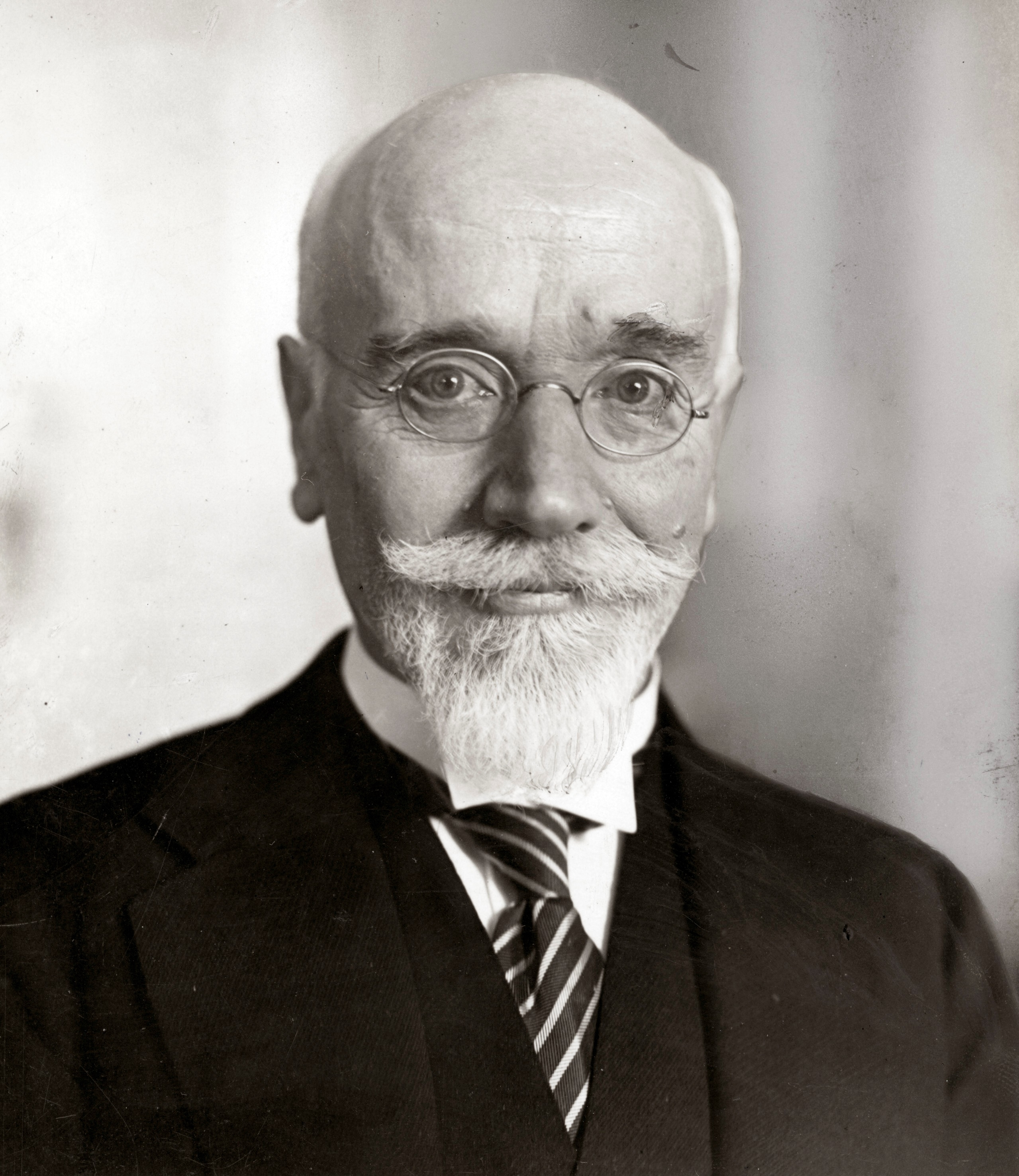
Elefteris Venizelos, primer ministre grec, va advocar per començar aviat les converses de pau una vegada assegurat el territori desitjat per Grècia.

El 5 de maig, es van signar una sèrie d'acords preliminars entre Sèrbia i Grècia per mantenir una postura comuna davant de Bulgària mentre es produïen lluites entre forces militars. Aquests pactes estipulaven també la divisió entre els dos països del territori macedoni a l'oest del Vàrdar i l'establiment d'una frontera comuna entre tots dos. El criteri per dividir el territori seria l'ocupació: una comarca dominada militarment per una nació li seria assignada automàticament. L'octubre de 1912, els grecs havien presentat ja un esborrany d'aliança, clarament dirigida contra Bulgària, a la qual Sèrbia i Grècia temien. Les negociacions bilaterals, que no van fructificar al principi, es van reprendre el gener de 1913 i es van accelerar durant la primavera d'aquest any. Davant el caire dels esdeveniments, l'acord de maig es va transformar l'1 de juny en lliga ferma, ratificada a Atenes el 21 del mes. La frontera pactada entre les dues nacions i traçada segons el principi esmentat partiria d'Ohrid, passaria al sud de Monastir i arribaria al curs del Vàrdar al sud de Guevguèlia. La frontera amb Bulgària seguiria el curs del Vàrdar fins a la confluència d'aquest amb el riu Bojimia-Dere i d'allà continuaria en direcció est fins a l'antiga frontera. Els dos aliats es dividien a més Albània en zones d'influència.
Mentrestant, continuaven a Londres les negociacions entre la Lliga i l'Imperi Otomà, marcades per les desavinences entre els antics aliats. El representant búlgar desitjava la ràpida conclusió del tractat amb l'Imperi per poder traslladar el gruix de les seves tropes a Macedònia, a la qual cosa els delegats serbis i grecs s'oposaven per evitar-ho. L'endemà de la signatura del Tractat de Londres, Sèrbia i Grècia van signar un tractat d'aliança secret contra Bulgària (1r de juny de 1913) en el qual s'estipulava el repartiment de Macedònia segons el país ocupant en aquell moment. Van començar més converses secretes per aconseguir el suport de l'Imperi Otomà que no van fructificar. Davant de l'augment clar de la tensió, el 8 de juny el tsar va aconsellar als monarques búlgar i serbi que sol·licitessin formalment el seu arbitratge per evitar un conflicte entre els dos països; mentre que Ferran de Bulgària va reiterar el seu desig de cenyir-se als termes de l'aliança, Pere I de Sèrbia va sol·licitar una revisió del tractat. Encara que les respostes no van satisfer completament al Govern rus, aquest va convidar a les parts a exposar les seves posicions i acudir a Sant Petersburg per negociar un acord. Mentrestant, en les negociacions bilaterals, Danev va continuar intentant que els serbis acceptessin l'arbitratge rus d'acord amb el tractat d'aliança, mentre que Pašić es va negar a consentir aquesta condició i va expressar el seu desig d'una negociació sense condicions prèvies i una resolució simultània del repartiment territorial al sud entre Bulgària i Grècia.

### L'actitud de Romania
Mentrestant, Àustria-Hongria mostrava el seu interès per pactar amb Bulgària, però es mostrava reticent a pressionar Romania perquè aquesta no exigís concessions territorials a Bulgària i no oferia una aliança militar contra Romania i Sèrbia, única proposta que hagués temptat al primer ministre russòfil Danev a canviar la seva política prorrusa per una altra favorable a Viena. Danev confiava que Rússia evitaria un possible atac romanès a Bulgària i no es va mostrar disposat a fer concessions com suggeria Viena.
Àustria-Hongria desitjava destruir la Lliga, que considerava un instrument d'influència russa als Balcans; preferia un repartiment territorial favorable a Bulgària perquè Sèrbia, a la qual els cercles eslaus de l'Imperi tenien cada vegada més pel «Piemont iugoslau», no sortís excessivament reforçada. Per afavorir obertament a Bulgària, no obstant això, necessitava un acord entre aquesta i Romania, la seva aliada de la Triple Aliança.
El 7 de juny [C.J. 25 de maig] de 1913, Danev va indicar a Romania que n'esperava, és a dir, que en cas de conflicte amb Sèrbia, mantingués la neutralitat. Pocs dies més tard, es va mostrar disposat a estudiar la construcció d'un pont al Danubi i la unió duanera entre les dues nacions, però no a cedir més territori, l'única oferta que interessava al Govern romanès. Aquest va indicar clarament el 27 de juny que, en cas de guerra, es mobilitzaria contra Bulgària. Danev va subestimar les amenaces romanesa i otomana. Confiava en el suport rus per evitar un possible atac otomà a Bulgària una vegada que el gruix de les tropes es traslladessin a Macedònia. Fins i tot després de la ruptura d'hostilitats el 29 de juny, no va presentar cap oferta a Bucarest.

### Vigílies del conflicte

La Macedònia en disputa entre Sèrbia i Bulgària, segons l'acord d'aliança. La pèrdua de la possibilitat d'accés a la mar Adriàtica de Sèrbia per l'oposició de les potències (principalment de l'Imperi austrohongarès) i de la Dobrudja Meridional per Bulgària va fer que ambdues desitgessin obtenir major territori macedoni.

A finals de juny, el Govern de Sofia ja coneixia l'aliança serbogrega i el comandant en cap de l'Exèrcit defensava l'ocupació immediata dels territoris assignats a Bulgària en el tractat d'aliança amb Sèrbia. El 29 de juny, en una reunió amb el gabinet, el general Savov va indicar que no podia garantir per molt més temps la disciplina a l'Exèrcit i va proposar la desmobilització immediata o l'atac als antics aliats en deu dies. El Consell de Ministres, però, va optar per tractar d'aconseguir novament la intercessió russa, però incloent l'exigència que el tsar donés el seu veredicte en una setmana (principalment pel descontentament en les unitats búlgares), condició que els russos van considerar intolerable i van rebutjar la mediació. Els intents posteriors de Danev d'aplacar el disgust rus van ser inútils.
Després de la retirada russa, l'opinió pública, els comandaments militars i els nacionalistes macedonis van augmentar la seva pressió sobre el monarca i el Govern per utilitzar la força per a prendre Macedònia. Ferran temia ser assassinat pels extremistes macedonis. El 29 de juny [C.J. 16 de juny] de 1913, finalment, Bulgària va realitzar un atac preventiu a les línies gregues i sèrbies. Bulgària pretenia amb l'atac moderar les aspiracions dels seus antics aliats i aconseguir concessions.
Per a tots els països enfrontats, aquest segon enfrontament permetia resoldre per la força les diferències que havien sorgit la tardor anterior. A Bulgària li podia permetre anul·lar l'acord amb Sèrbia sobre el repartiment de Macedònia i fer-se amb tot el territori; a Sèrbia i Grècia, repartir-se la regió entre elles i excloure Bulgària, a més d'evitar la seva hegemonia als Balcans; Romania la utilitzaria per fer-se amb la disputada Dobrudja i l'Imperi otomà per recuperar la Tràcia oriental.

## Situació militar
La situació militar afavoria grecs i serbis que, excepte als setges a Ioànnina i Üsküdar, havien hagut d'enfrontar-se en general a forces menors i s'havien desfet dels seus enemics otomans abans, cosa que els havia permès aixecar importants posicions defensives. Els búlgars estaven esgotats pel fet que la campanya a Tràcia fos més dura i els combats més llargs; a més, havien d'assaltar les posicions greco-sèrbies. Pel que fa als avantatges búlgars, aquests comptaven amb un comandament unificat i millors comunicacions que els seus enemics.

### Les forces búlgares
Bulgària tenia cinc exèrcits per cobrir el front entre el Danubi i l'Egeu i havia reclutat els joves d'entre vint i vint-i-sis anys dels nous territoris macedonis i tracis sota el seu control. En total, comptava amb 360.000 homes amb armes. La distribució de les unitats era la següent:

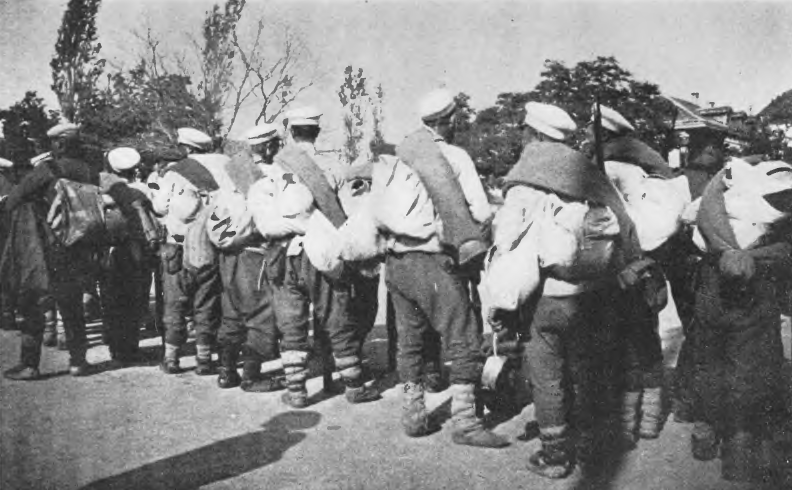
Tropes búlgares marxant al front.

- El 1r Exèrcit del general Kutinchev cobria el nord del front, entre Vidin i Berkovitsa.
- El 3r Exèrcit (general Dimitriev) es trobava desplegat al nord-oest de Sofia.[39]
- El 5è Exèrcit comandat pel general Stefan Toshev estava distribuït al voltant de Kiustendil i Radomir.
- El 4t Exèrcit, amb el general Kovachev al comandament, cobria la línia Strumitsa-Xtip-Kòtxani.
- El 2n Exèrcit del general Ivanov es trobava al capdavant de les unitats gregues, defensant el front entre Kavala a l'Egeu i el llac Dòiran.

Els punts febles de la línia búlgara eren els flancs, especialment al sud, on el 2n Exèrcit cobria un front massa llarg. La frontera septentrional amb Romania i la sud-est amb l'Imperi otomà es trobaven, a més, gairebé indefenses i els búlgars comptaven amb la pressió de Rússia sobre els seus països veïns per no patir-ne atacs.

### Les forces gregues i sèrbies
L'Exèrcit grec havia desplegat nou divisions davant de les posicions búlgares, al nord de Salònica, un total de 121.000 homes. Amb aquestes forces superaven àmpliament als seus oponents búlgars a la zona. Dues divisions més es trobaven a Epir.
Sèrbia comptava amb 300.000 soldats davant de les línies búlgares, comandades pel voivoda Radomir Putnik. La resta del seu Exèrcit, uns 48.000 homes, es trobava a la difusa frontera amb Albània. En el front macedoni, les forces sèrbies es van dividir en quatre grups:
- El «grup sud», que englobava el 1r i 3r Exèrcit, cobria el nord-est de Skopje (1r Exèrcit comandat pel príncep hereu Alexandre) i Veles (3r Exèrcit comandat pel general Bozhidar Janković).[2]
- Més al nord, el «grup central», amb el 2n Exèrcit comandat pel general Stepa Stepanović, cobria Pirot. Aquesta unitat havia combatut al costat dels búlgars a Adrianòpolis.[2]
- El grup nord, constituït per l'Exèrcit de Timok comandat per un coronel de la reserva, Vukoman Araćić, cobria la resta del front fins al Danubi.[2]
- El «grup occidental» comptava amb uns vint batallons i es va disposar a prop de la mal definida frontera albanesa.[2]

El gruix de les forces sèrbies es trobava al sud i la part nord del front era la part més feble. Aquelles comptaven a més amb el reforç d'una divisió montenegrina de 12.802 homes, dividida en tres brigades, una de les quals es va unir al 3r Exèrcit i les altres dues al 1r. El motiu de la participació montenegrina en el conflicte no eren possibles desacords amb els búlgars, sinó la necessitat de mantenir la benevolència sèrbia per obtenir part del Sandžak.

## El conflicte

### Ordre d'atac i confusió a Sofia
L'ordre d'atac la va donar finalment el vicecomandant en cap, general Savov, sense ordres del Govern, però amb el suport del rei i l'aquiescència del president del Govern, Danev. Encara que el Govern búlgar va negar tenir cap coneixement d'aquesta ofensiva i va ordenar-ne la fi, Grècia i Sèrbia li van declarar la guerra a Bulgària el 5 i 6 de juliol. La situació entre el gabinet, el tsar i l'alt comandament era confusa: el 1r de juliol el Govern va ordenar aturar l'ofensiva, amenaçant de dimitir en bloc, mentre que el tsar enviava a un representant per ordenar ignorar l'ordre del Consell de Ministres i continuar l'atac. Savov va desatendre les ordres del monarca i va obeir al Govern, però va ser rellevat per Ferran dos dies més tard, acusat d'insubordinació. Danev va intentar obtenir la mediació russa perquè Sèrbia i Grècia no contraataquessin, ja que havia ordenat aturar l'atac búlgar. Els intents dèbils de Rússia d'aturar les unitats sèrbies i gregues van fracassar. L'atac búlgar havia convertit aquest país en l'agressor, cosa que satisfeia els Governs serbi i grec, convençuts de la impossibilitat d'arribar a un acord diplomàtic amb Sofia.

### El pla búlgar
El pla búlgar consistia en un atac amb els seus cinc exèrcits contra els seus antics aliats, però l'avanç era complicat a Macedònia per l'orografia i la falta de bones comunicacions, que impedien un atac directe i obligaven a envoltar els massissos muntanyencs i seguir les valls de la regió. El pla general incloïa l'avanç del 1r Exèrcit cap a Knjaževac i Pirot, el del 3r també cap a Pirot, el del 4t cap a Xtip, el del 5è cap a Guevguèlia i Salònica mentre que el 5è havia de cobrir els flancs del 4t i del 3r. Des del punt de vista búlgar, les operacions principals eren les del seu 4t Exèrcit, que havien de permetre'ls prendre el control de Macedònia.

### Els primers combats
Al començament, els combats van afavorir a Bulgària, però aviat la seva sort es va estroncar amb la mobilització de la resta dels països veïns en contra. La confusió entre el Govern, que va ordenar la fi de l'ofensiva el 1r de juliol, i el rei, que va ordenar continuar-la i va canviar del cap de l'Estat Major per no fer-ho el 3 de juliol, va afectar les operacions militars. Unitats del 4t Exèrcit que es trobaven embrancades en durs combats amb les unitats sèrbies van rebre l'ordre de retirar-se a les seves antigues posicions, la qual cosa va resultar complicat i va produir gran nombre de baixes. Els canvis en l'alt comandament i les ordres confuses van permetre, a més, la recuperació de serbis i grecs. Des del 1r de juliol, els búlgars van perdre la iniciativa militar, que va passar als serbis. Cap al 8 de juliol, la batalla de Bregalnica va acabar amb la victòria sèrbia i un considerable nombre de baixes al 4t Exèrcit búlgar, que va haver de retirar-se.

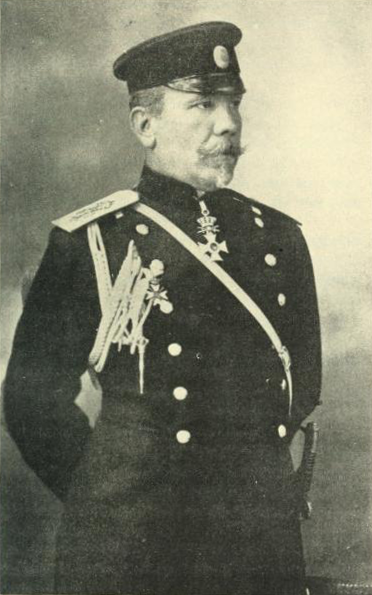
El general Mijaíl Savov, cap de l'Estat Major búlgar que havia aconsellat atacar als antics aliats de la Lliga Balcànica, va ser rellevat del comandament cinc dies després del començament de la contesa per no obeir l'ordre del tsar Ferran de continuar l'ofensiva, malgrat l'ordre contrària del Govern.

Al sud, la sort del 2n Exèrcit búlgar tampoc no va ser millor. Amb només 36.000, dels quals 20.000 eren novells segons el seu comandant, per enfrontar-se al gruixut de l'Exèrcit hel·lè, el general Ivanov es va trobar des del començament en una situació difícil. L'escassetat d'homes li impedia complir les ordres de l'alt comandament de marxar sobre Salònica. Els grecs estimaven que els búlgars havien desplegat entre 80.000 i 105.000 homes en el seu sector, xifres molt superiors a les declarades pel comandant búlgar. Immediatament, van desencadenar una contraofensiva i van dividir les seves forces en tres grups dels quals l'occidental i central havien de portar el pes de l'atac. El 1r de juliol, assetjat pels bombardejos de la flota grega i l'atac del seu Exèrcit de Terra al seu flanc occidental, el 2n Exèrcit búlgar va començar una retirada cap al nord i va intentar enllaçar amb el 4t Exèrcit als voltants de Strumica. Aquest, ocupat en la seva lluita amb les unitats sèrbies, no va poder recolzar al 2n. Després d'un intent búlgar de sostenir una línia fortificada en una dura batalla entre el 30 de juny i el 4 de juliol, el 2n Exèrcit va haver de continuar la retirada i abandonar els seus intents de contraatacar. Els búlgars van perdre prop de 7.000 homes entre morts, ferits i desapareguts en la batalla.
La retirada del 2n Exèrcit va exposar el flanc sud del 4t, que va haver de retrocedir també cap a l'Est. L'arribada d'alguns reforços al 2n Exèrcit no va aturar la marxa cap al nord. Els búlgars van evacuar Éssers i Drama. A Salònica, les escasses forces búlgares ja s'havien rendit després de durs combats el 1r de juliol. Els grecs van prendre al voltant de 6.000 presoners al 2n Exèrcit i unes cent trenta peces d'artilleria, però van patir 8.700 baixes en què va resultar la seva major victòria de les guerres balcàniques. Al final de la primera setmana de combats, les forces gregues havien aconseguit el control de la major part del territori disputat amb Bulgària i avançaven en persecució del 2n Exèrcit búlgar en retirada.
Els intents búlgars de reprendre la iniciativa després del 4 de juliol, un cop reorganitzat el comandament, van ser infructuosos. El 4t Exèrcit va haver de continuar la seva retirada, creuar el Bregalnica i tractar de mantenir-se a la defensiva des de l'11 de juliol. El 7 de juliol els grecs havien obtingut una altra nova victòria sobre el 2n Exèrcit a la batalla del llac Dòiran, el que va forçar als búlgars a retirar-se cap al Nord-est. El centre del 2n Exèrcit, però, va continuar bloquejant la ruta cap al nord al llarg de la vall del Strumica mitjançant el seu control del congost de Rupel, que va mantenir gràcies a l'important suport de l'artilleria. El 9 de juliol els grecs van entrar a Strumica després de l'evacuació del 2n Exèrcit búlgar. El 5è Exèrcit va avançar breument el 4 de juliol, però la retirada del 4t i 2n més al sud va fer que la seva posició es tornés insostenible i va tornar a retirar-se dos dies més tard; va mantenir posicions defensives al llarg de l'antiga frontera búlgara durant la resta de la guerra, protegint Kiustendil i la capital. Els intents del 1r Exèrcit serbi de trencar aquesta secció del front en els seus atacs del 14–15 de juliol i 20–22 de juliol van ser un fracàs i aquesta part del front va romandre estable fins al final dels combats.
Al nord, l'avenç cap a Pirot i Niš del 3r Exèrcit búlgar va començar favorablement el 7 de juliol. El comandament serbi va enviar reforços del sud, la qual cosa va lliurar a Pirot de l'amenaça búlgara, però va privar els serbis de les forces necessàries per continuar el seu avenç ràpid al sud i potser d'haver aconseguit una victòria definitiva gràcies a la ruptura total del front. Els búlgars van continuar intentant avançar cap a Pirot fins al 23 de juliol, quan aquesta secció del front es va estabilitzar.
Més al sud, el 1r Exèrcit va ocupar breument Knjaževac abans de rebre ordres d'evacuar-la i tornar a la frontera abans de traslladar-se al sud per reforçar aquesta zona del front. En la retirada, els serbis van continuar el seu assetjament de la unitat, que va patir importants baixes. El seu trasllat al sud va desposseir de protecció al nord-oest del país enfront de serbis i romanesos.

### Entrada en guerra de Romania i de l'Imperi otomà
Durant la segona setmana de combats, semblava que els búlgars havien aconseguit estabilitzar una mica la situació al front malgrat la seva retirada, però aviat van haver d'afrontar l'entrada al conflicte de Romania i de l'Imperi otomà. El 5 de juliol, es va mobilitzar Romania, que va enviar els seus exèrcits, prop de 150.000 homes, al sud cinc dies després. Els romanesos comptaven amb l'Exèrcit més gran de la regió, amb prop de 100.000 homes en temps de pau i 417.720 en temps de guerra. La renúncia de Danev a realitzar noves concessions territorials substancials havia fet que Romania aprofités la indefensió búlgara. Les peticions d'intercessió de Danev als russos perquè aturessin la invasió romanesa no van donar resultat i les propostes russes de mediació entre els dos bàndols no van fructificar.
La situació militar búlgara es va tornar desesperada. Els 80.000 homes del V Cos romanès van travessar la frontera i van ocupar la Dobrudja Meridional. El 14–15 de juliol, l'Exèrcit del Danubi romanès, amb 250.000 homes, va travessar-lo per tres punts i va començar el seu avenç, sense trobar resistència. Les escasses forces búlgares que cobrien la frontera nord del país van rebre ordre de no oposar-se a les unitats romaneses.
Montenegro va enviar les seves tropes a reforçar les unitats sèrbies. En menys de dues setmanes des del començament dels combats, Bulgària —l'agressora a ulls de la comunitat internacional— es trobava envoltada de països enemics. A l'oest Sèrbia va derrotar a les unitats búlgares després d'una setmana de combats durs al Vàrdar, al sud les forces gregues avançaven i al nord els romanesos, gairebé sense oposició, havien travessat el Danubi i marxaven sobre Sofia. Els romanesos no van patir baixes en combat, però van perdre 6.000 homes pel còlera. Malgrat la relativa estabilització dels fronts serbi i grec, els búlgars no comptaven amb unitats per aturar l'avenç romanès, que va ser el que va decidir la sort de la guerra. L'11 de juliol, les forces gregues van prendre contacte amb les sèrbies a Macedònia. Aquest mateix dia, l'Armada grega ocupava Kavala.
El 14 de juliol voluntaris otomans desembarcats per la Marina imperial van recuperar Tekirdağ i el 15, Malkara; totes dues van ser saquejades i a totes dues hi va haver matances de la població cristiana. El 16 de juliol, aprofitant la lluita entre els seus anteriors adversaris, els otomans van començar el seu avanç a Tràcia; van reprendre Adrianòpolis set dies més tard, juntament amb la Tràcia oriental. En aquest cas, les autoritats es van encarregar que no es perpetressin atrocitats. Els otomans van dividir els seus 200.000 o 250.000 homes en quatre exèrcits, amb el 1r més al nord i el 4t més al sud; les escasses forces búlgares (Adrianòpolis comptava amb una guarnició de 4.000 homes) es van retirar davant la superioritat numèrica otomana. Les baixes otomanes durant la campanya no es van deure als combats, sinó al còlera, que es va cobrar 4.000 morts.
El 13 de juliol, incapaç d'aconseguir el suport rus per evitar el desastre militar, Danev va dimitir (la seva dimissió va ser anunciada dos dies més tard). Després d'un intent fallit de formar un nou gabinet russòfil, l'austròfil Vasil Radoslavov va passar a presidir el nou Consell de Ministres quatre dies més tard. El 24 de juliol, els grecs van aturar el seu avanç al llarg del Strumica en assolir la gola de Kresna, després d'haver excedit les seves línies de proveïment i amb les seves tropes cansades pels combats. El 25 de juliol van prendre Dedeagach i van expulsar per complet als búlgars de l'Egeu. Per la seva banda, els romanesos havien aconseguit Ferdinand el 18 de juliol i, dos dies més tard van arribar a Vratsa, al nord de la capital búlgara. El 23 de juliol es trobaven a menys de quinze quilòmetres de Sofia. El 25 d'aquest més, van prendre contacte amb les forces sèrbies a Belogradchik.

### Últimes contraofensives búlgares i armistici

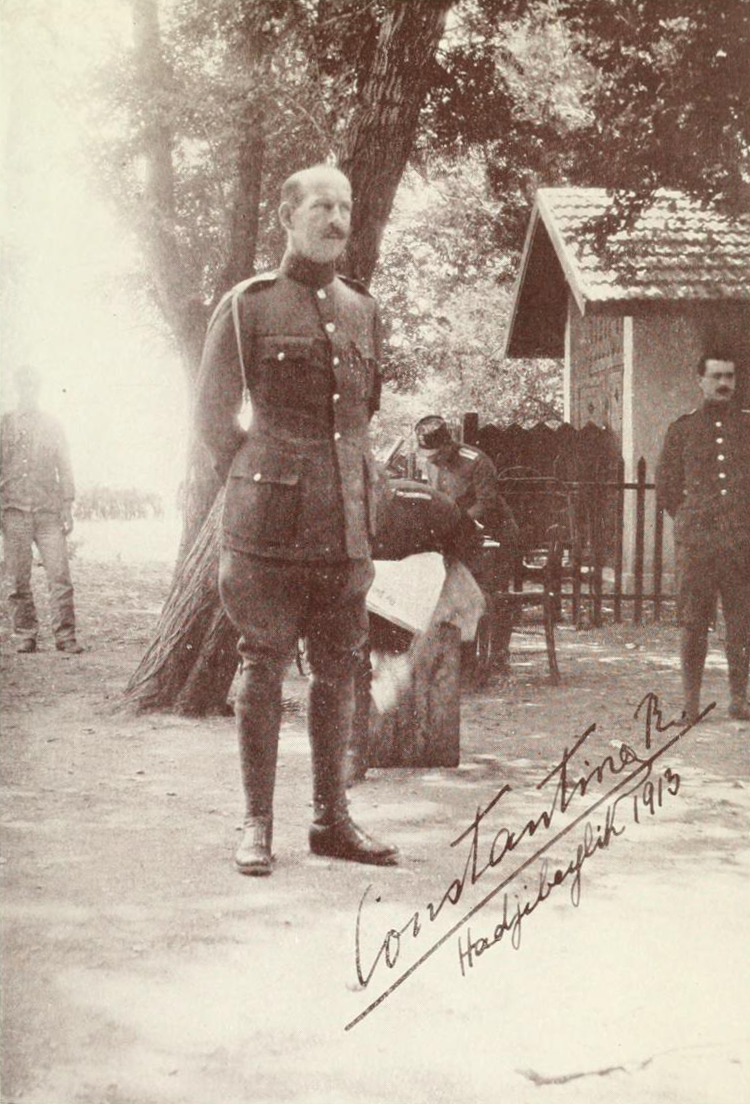
Constantí I de Grècia. Va dirigir l'avenç grec i es va oposar a participar en les negociacions de Bucarest fins que la situació militar complicada a l'Estrímon el va obligar a cedir als consells de Elevthérios Venizelos.

El 18 de juliol els búlgars encara van aconseguir rebutjar un atac serbi al Bregalnica i infligir baixes importants als atacants prop de Kalimantsi i mantenir les seves posicions fins al final de la guerra.
Al sud, a finals de juliol els búlgars van aconseguir també llançar una contraofensiva contra les unitats gregues i rebutjar-les al llarg de la vall de l'Estrímon. L'Exèrcit grec es va trobar en perill de quedar envoltat i el rei hel·lè finalment es va avenir a començar les converses de pau, que Venizelos havia defensat en va poc abans.
El 24 de juliol els romanesos van notificar a Sofia la disposició de la resta de bel·ligerants a tractar la pau a Bucarest, encara que van rebutjar la presència otomana al·legant que únicament es tractaria de repartir els territoris entre els estats considerats cristians. El 30 de juliol, els búlgars, incapaços d'enfrontar-se a la coalició, van sol·licitar un armistici que els va ser concedit el 31 d'aquell més. El nou gabinet de Radoslavov va ordenar a l'Exèrcit aturar les operacions, malgrat les seves victòries al sud i l'oest, davant de la situació insostenible per l'avanç romanès i otomà. La fi dels combats, que havien durat trenta-tres dies, va salvar a l'exèrcit grec atrapat a l'Estrímon. Les negociacions anteriors en Niš, que van començar per iniciativa sèrbia i mediació russa, havien fracassat per la renuència de serbis i grecs, victoriosos, a detenir els combats. En les converses posteriors a Bucarest, els búlgars van tractar en va de guanyar-se el favor dels romanesos, per a poder desfer l'aliança dels països veïns en contra seva.

## Conseqüències
El conflicte breu, que va causar més baixes que l'anterior, va acabar amb la total derrota búlgara. Segons l'acord de pau resultant, denominat Tractat de Bucarest i signat a la capital romanesa el 10 d'agost, Bulgària va perdre una part considerable del seu territori, inclosos uns 7700 km² que van ser assignats a Romania (la Dobrudja Meridional). Entre altres compensacions, la major part de Macedònia va passar a formar part de Sèrbia i Grècia. Va perdre el port traci de Kavala, atorgat finalment a Grècia per les potències.

Canvis territorials després de la Segona Guerra Balcànica, segons el Tractat de Bucarest:
Territoris annexionats per Romania
Albània Lliga Balcànica
Territoris annexionats per Grècia
Territoris annexionats per Bulgària
Territoris annexionats per Sèrbia
Territoris annexionats per Montenegro

Bulgària va haver de cedir també una gran extensió del territori acabat de conquerir a la guerra anterior a l'Imperi Otomà en virtut d'un acord posterior (30 de setembre de 1913), que va retornar el control de Tràcia oriental a l'Imperi. Bulgària només va poder mantenir part de Tràcia Occidental, amb el port de Alexandrúpoli, d'escassa qualitat i connectat amb la resta del país per un ferrocarril que travessava en part territori otomà, una zona al llarg de les muntanyes Ròdope, un enclavament macedoni al voltant de Strumica i part de la costa de la mar Negra, un total de 25.027 km². Encara que va conservar una part important dels territoris guanyats en el primer conflicte, la pèrdua de la major part de Macedònia, el seu objectiu principal, va suposar una catàstrofe per a la delegació búlgara en les converses de pau.
La delegació montenegrina, sense reclamacions territorials amb Bulgària, es va limitar a interessar-se per la divisió del Sanjaq de Novi Pazar amb Sèrbia, que li va resultar finalment favorable.
Per als otomans aquesta segona guerra va suposar la revenja parcial de la primera. El Tractat de Constantinoble de 1913 va fixar els límits territorials entre Bulgària i l'Imperi Otomà: la línia Enos-Midia seguia sent el punt de referència, però l'Imperi Otomà recuperava les ciutats d'Adrianòpolis, Kirklareli i Demotica i part de Tràcia, la qual cosa va millorar la defensa de la capital, i les posteriors (encara que infructíferes) converses per a concertar-se amb Bulgària. La recuperació d'Adrianòpolis i de Tràcia oriental va conferir cert prestigi als Joves Turcs, que van reforçar el seu domini del Govern otomà. El poder polític va quedar concentrat en quatre dels membres del Comitè d'Unió i Progrés: Saïd Halim Paixà (president del Govern i gran visir), Talat Paixà (ministre de l'Interior), Enver Paixà (de Defensa) i Djemal Paixà  (de Marina).
Les guerres balcàniques van influir profundament en el curs posterior de la història d'Europa. El desmantellament de l'Imperi otomà i de Bulgària va originar tensions igualment perilloses al sud-est europeu. Bulgària va abandonar la seva anterior proximitat a Rússia davant la falta de suport rus en la disputa serbo-búlgara pel control de Macedònia i va tractar d'aconseguir llavors el suport de la Triple Aliança per a les seves aspiracions territorials. Sèrbia es va convertir en el principal enemic dels nacionalistes búlgars, puix que va aconseguir el gruix del territori macedoni desitjat per Bulgària.
Els tractats de pau van facilitar la formació d'un Estat Serbi fort i ambiciós, però també van infondre temor i un ressentiment antiserbi en el veí Imperi Austrohongarès. El 1914, l'assassinat de Francesc Ferran d'Àustria, arxiduc d'Àustria i hereu del tron imperial, va proporcionar a Àustria-Hongria un pretext per a envair Sèrbia, la qual cosa va motivar l'esclat de la Primera Guerra Mundial.